# Федерация Арабских Эмиратов Юга

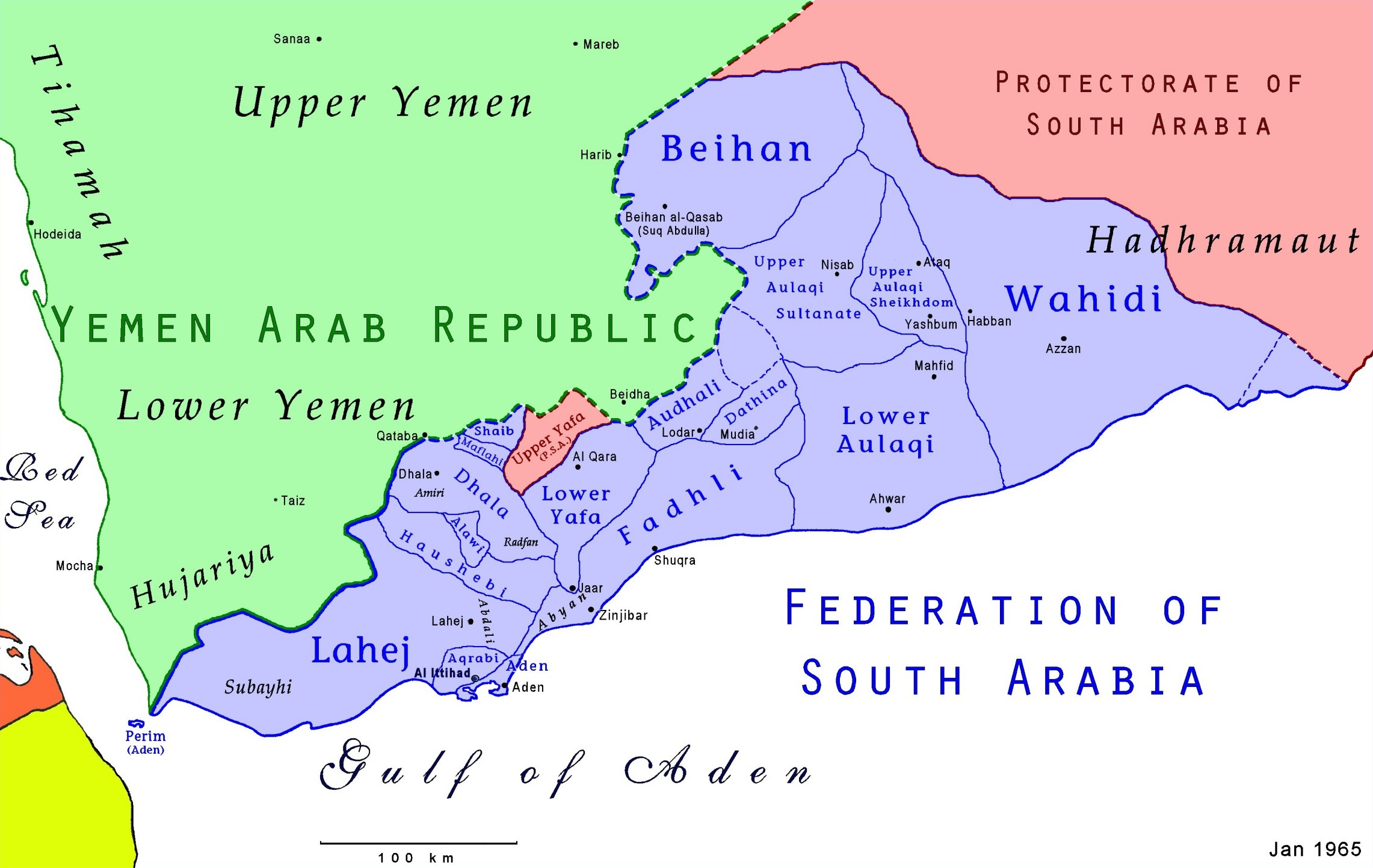
Карта Федерации Южной Аравии, ранее известной как Федерация Арабских Эмиратов Юга.

Федерация Арабских Эмиратов Юга (араб. اتحاد إمارات الجنوب العربي‎, англ. Federation of Arab Emirates of the South) — организация государств под протекторатом Великобритании, существовавшая на территории Южного Йемена.
Федерация шести квази-государств была провозглашена в британской колонии Аден 11 февраля 1959 года. В последующем к ним прибавилось ещё девять квази-государств. Отношения между ФАЭЮ и Великобританией регулировались договором «о дружбе и защите», который обеспечивал сохранение британских позиций в Южном Йемене.
4 апреля 1962 года Федерация Арабских эмиратов Юга была переименована в Федерацию Южной Аравии.

## История Федерации (1959–1962)
С 1954 г. губернатор колонии Аден  сэр Том Хикинботам вел предварительные переговоры с правителями местных княжеств, но последние не изъявили особого желания присоединиться к зависимой от Англии федерации. К данной идее с самого начала крайне негативно относилось и местное население.
Арабская пресса разъясняла, что за английским проектом создания федерации в этом районе скрывались «попытки английских колонизаторов закрепить искусственное расчленение Йемена». Египетская газета «Аль-Гумхурия» писала, что созданием зависимой от нее федерации в этом районе, Лондон хотел закрепить искусственную оторванность южной части Йемена от северной. 
Египетский журнал «Аль-Хиляль» также подчеркивал, что Лондон решил, создав фальшивую федерацию, отвлечь местное население от борьбы за воссоединение Южного и Северного Йемена.
После официального провозглашения создания Федерации арабских эмиратов Юга в феврале 1959 года, в состав Федерации вошло лишь 6 из 20 княжеств Западного протектората Адена. В федерацию не вошло ни одно княжество Восточного протектората Адена и не вошла колония Аден. Британцам пришлось оказать сильное давление на султана Лахеджа, включая применение военной силы, чтобы вовлечь султанат в федерацию. В итоге, в октябре 1958 года Лахедж был вынужден войти в состав Федерации арабских эмиратов Юга. Тем самым, Лахедж стал седьмым членом федерации  .
В феврале 1960 г. в состав Федерации арабских эмиратов Юга вошли султанат Нижний Аулаки, шейхство Акраби и шейхство Датина . При этом сама Федерация арабских эмиратов Юга не отличалась большой устойчивостью. В 1961 г. еженедельник «Аден кроникл» отмечал, что правители Фадли, Бейхана, Дали, Аудхали, Нижнего и Верхнего Аулаки, восхвалявшие федерацию при ее создании, вскоре утратили свой оптимизм, поняв, что их надежды на федерацию не оправдались.
Между тем Лондон настойчиво искал пути к расширению состава федерации. В марте 1962 г. султанат Вахиди после длительных переговоров вошел в состав федерации, став ее 11-м членом. Это была первая территория из Восточного протектората Адена, вошедшая в состав федерации. Вахиди состоял из двух султанатов, во главе с разными султанами. В состав федерации же вошел султанат Вахиди со столицей Бальхав, а султанат Вахиди со столицей Бир-Али остался вне федерации .
4 апреля 1962 г. Федерация арабских эмиратов Юга была переименована в Федерацию Южной Аравии; это официально мотивировалось тем, что в федерацию вошла небольшая республика Датина. В действительности изменение названия свидетельствовало о намерении англичан включить в состав федерации в ближайшем будущем не только оба аденских протектората, но и колонию Аден.
Несмотря на противодействие со стороны местных правителей и широких слоев населения, переговоры «о более тесных связях» федерации с Аденом продолжались: в апреле 1962 г. Верховный совет федерации сообщил о том, что переговоры приближаются к концу.
17 мая 1962 г. было достигнуто соглашение о вхождении Адена в Федерацию Южной Аравии, которая была сформирована 4 апреля. Однако, даже среди участников переговорного процесса не было единогласия. Так, министр труда и иммиграции Саиди, заявив о своем несогласии с условиями соглашения, ушел в отставку. Текст данного соглашения не был опубликован, но было сообщено, что оно будет обсуждаться в Лондоне после ознакомления с ним английского министра колоний . Такое важное решение было принято без представителей Законодательного совета и политических партий и организаций Адена, что в свою очередь вызвало широкое недовольство населения Адена. В Лондон были направлены многочисленные телеграммы протеста против этого соглашения.
В июне 1962 г. в Аден по приглашению «Конгресса профсоюзов Адена» для ознакомления со сложившейся там ситуацией прибыли члены английского парламента — лейбористы Д. Томсон и Р. Эдвардс. В ответ состоялась массовая демонстрация, с требованием предоставления независимости Адену .
Вернувшись в Лондон Д. Томсон и Р. Эдвардс сделали лишь несколько незначительных критических замечаний о ситуации в Адене, а также осудили как слишком жесткую меру наказания решение английского губернатора о закрытии женского колледжа в Адене на весь учебный год.

## Квази-государства, первоначально вошедшие в состав ФАЭЮ
- Султанат Аудхали
- Эмират Бейхан[25] [26]
- Султанат Верхний Аулаки
- Эмират Дали[27]
- Султанат Нижняя Яфа
- Султанат Фадли[28]

## Квази-государства, впоследствии присоединившиеся к ФАЭЮ
- Шейхство Акраби
- Шейхство Алави
- Султанат Вахиди
- Шейхство Датина
- Султанат Лахедж
- Султанат Нижний Аулаки
- Шейхство Мафлахи
- Султанат Хаушаби
- Шейхство Шаиб